# ST6GALNAC2
ST6GALNAC2 (англ. ST6 N-acetylgalactosaminide alpha-2,6-sialyltransferase 2) – білок, який кодується однойменним геном, розташованим у людей на короткому плечі 17-ї хромосоми. Довжина поліпептидного ланцюга білка становить 374 амінокислот, а молекулярна маса — 41 939.
| 10         |  | 20         |  | 30         |  | 40         |  | 50         |
| ---------- |  | ---------- |  | ---------- |  | ---------- |  | ---------- |
| MGLPRGSFFW |  | LLLLLTAACS |  | GLLFALYFSA |  | VQRYPGPAAG |  | ARDTTSFEAF |
| FQSKASNSWT |  | GKGQACRHLL |  | HLAIQRHPHF |  | RGLFNLSIPV |  | LLWGDLFTPA |
| LWDRLSQHKA |  | PYGWRGLSHQ |  | VIASTLSLLN |  | GSESAKLFAP |  | PRDTPPKCIR |
| CAVVGNGGIL |  | NGSRQGPNID |  | AHDYVFRLNG |  | AVIKGFERDV |  | GTKTSFYGFT |
| VNTMKNSLVS |  | YWNLGFTSVP |  | QGQDLQYIFI |  | PSDIRDYVML |  | RSAILGVPVP |
| EGLDKGDRPH |  | AYFGPEASAS |  | KFKLLHPDFI |  | SYLTERFLKS |  | KLINTHFGDL |
| YMPSTGALML |  | LTALHTCDQV |  | SAYGFITSNY |  | WKFSDHYFER |  | KMKPLIFYAN |
| HDLSLEAALW |  | RDLHKAGILQ |  | LYQR       |  |            |  |            |

A: Аланін

C: Цистеїн

D: Аспарагінова кислота

E: Глутамінова кислота

F: Фенілаланін

G: Гліцин

H: Гістидин

I: Ізолейцин

K: Лізин

L: Лейцин

M: Метіонін

N: Аспарагін

P: Пролін

Q: Глутамін

R: Аргінін

S: Серин

T: Треонін

V: Валін

W: Триптофан

Кодований геном білок за функціями належить до трансфераз, глікозилтрансфераз. 
Локалізований у мембрані, апараті гольджі.